# Théorème min-max de Courant-Fischer
Pour les articles homonymes, voir Théorème min-max.
En algèbre linéaire et en analyse fonctionnelle, le théorème min-max de Courant-Fischer donne une caractérisation variationnelle des valeurs propres d'une matrice hermitienne. Il permet donc de caractériser les valeurs singulières d'une matrice complexe quelconque. Il s'étend aux opérateurs compacts autoadjoints sur un espace de Hilbert, ainsi qu'aux opérateurs autoadjoints bornés inférieurement.

## Énoncé
Soit A une matrice hermitienne n × n, de valeurs propres λ1 ≥ … ≥ λn (répétées selon leur multiplicité). Notons, pour tout k de 1 à n, Gk l'ensemble des sous-espaces vectoriels de dimension k de ℂn et pour tout vecteur x non nul, R(A, x) le quotient de Rayleigh 〈Ax, x〉/〈x, x〉, où 〈∙, ∙〉 désigne le produit scalaire hermitien canonique. Alors,
ou encore, par homogénéité :
Si A est de plus réelle (donc symétrique), on a les mêmes égalités en remplaçant Gk par l'ensemble des sous-espaces de dimension k de ℝn.

## Démonstration
Comme A est normale, il existe une base orthonormée (u1, … , un) formée de vecteurs propres pour A, associés (dans cet ordre) aux λi.
D'après la formule de Grassmann, tout sous-espace V de dimension k contient au moins un vecteur unitaire du sous-espace engendré par (uk, … , un). Un tel vecteur s'écrit
{\displaystyle x=\sum _{i=k}^{n}x_{i}u_{i}\quad {\rm {avec}}\quad \sum |x_{i}|^{2}=1}
donc vérifie
{\displaystyle \langle Ax,x\rangle =\sum _{i=k}^{n}\lambda _{i}|x_{i}|^{2}\leq \lambda _{k},}
ce qui prouve que
{\displaystyle \min _{x\in V \atop \|x\|=1}\langle Ax,x\rangle \leq \lambda _{k}}
(il s'agit bien d'un minimum car la borne inférieure est atteinte, par compacité et continuité).
Pour V égal au sous-espace engendré par (u1, … , uk), ce minimum est atteint pour x = uk et est égal au majorant λk, ce qui achève la preuve de la première égalité. La seconde se démontre de même, ou se déduit de la première appliquée à –A.

## Applications

### Caractérisation des valeurs singulières
Soit M une matrice complexe m × n avec n ≤ m. Les valeurs singulières σ1 ≥ … ≥ σn de M sont les racines carrées des valeurs propres de la matrice positive M*M. Un corollaire immédiat du théorème de Courant-Fischer est donc :

### Théorème d'entrelacement de Cauchy
Soient A une matrice hermitienne n × n et B une matrice m × m déduite de A par compression (en) (B = P*AP, où P est une matrice n × m telle que P*P = Im). Alors, les valeurs propres α1 ≥ … ≥ αn de A et β1 ≥ … ≥ βm de B vérifient : pour tout k ≤ m,
En particulier si m = n − 1 alors α1 ≥ β1 ≥ α2 ≥ … ≥ βn–1 ≥ αn, d'où le nom d'entrelacement.

## Opérateurs compacts
Soit H un espace de Hilbert. Tout opérateur autoadjoint sur H se décompose canoniquement en la différence de deux opérateurs positifs (en) de produit nul (par calcul fonctionnel continu, en lui appliquant les fonctions partie positive et partie négative).
Soit A un opérateur compact positif sur H. Ses valeurs propres non nulles sont de multiplicité finie et forment une suite décroissante λ1 ≥ λ2 ≥ … et l'on a encore (en notant Gk l'ensemble des sous-espaces vectoriels de dimension k de H) :